# El sacrificio de Isaac (Caravaggio, Princeton)
El sacrificio de Isaac es un cuadro de autoría discutida, atribuido tradicionalmente a Caravaggio y supuestamente pintado en 1598. Perteneciente a la Colección Barbara Piasecka Johnson de Princeton, se subastó en la sala Sotheby's en julio de 2014, atribuido entonces a Bartolomeo Cavarozzi.
De tratarse de una obra de Caravaggio, sería el segundo tema bíblico abordado por el artista. Pone de manifiesto su gusto por la belleza masculina, al colocar a Isaac como ideal de la juventud, mientras que Abraham es un hombre anciano y viejo, pero con gran sabiduría expresada en su rostro. Caravaggio colocó algunos objetos para hacer más cruda la escena, como los cuchillos y la sumisión del joven. Abraham, antes de cometer el homicidio, es detenido por un ángel que le indica que ya ha pasado la prueba; es fiel a su Dios.
Este cuadro fue expuesto en 1999 en el Museo del Prado de Madrid y en el Museo de Bellas Artes de Bilbao, en la primera muestra antológica sobre Caravaggio organizada en España. Expertos italianos aseveraron en el catálogo publicado que era obra segura del artista, arguyendo ciertas peculiaridades visibles mediante rayos X. A pesar de ello, la autoría ha seguido sujeta a controversia y el cuadro se subastó en julio de 2014 como obra de Bartolomeo Cavarozzi, quien -según hipótesis recientes- hubo de pintarlo durante su estancia en España hacia 1617. Esto explicaría la procedencia española del cuadro antes de su aparición en el mercado internacional. El cambio de atribución, de Caravaggio a Cavarozzi, rebajó notoriamente la cotización de la obra, al margen de su calidad objetiva; si bien alcanzó la elevada suma de 4,60 millones de euros.  
En 1603, Caravaggio representó la misma escena (El sacrificio de Isaac, versión de Florencia).